# Mitsubishi Pajero Pinin
Mitsubishi Pajero Pinin var en SUV fra Mitsubishi Motors, som i juni 1998 blev introduceret som tredørs og i august 1998 som femdørs, og herefter blev produceret frem til 2006. Navnet Pinin skal referere til firmaet Pininfarina, som byggede den europæiske version af modellen, som i Japan hed Mitsubishi Pajero iO.

## Tekniske specifikationer
| Model   | Cylindre | Ventiler | Slagvolume cm³ | Max. effekt kW (hk) / omdr. | Max. drejningsmoment Nm / omdr. | 0-100 km/t sek. | Topfart km/t | Byggeperiode     |
| ------- | -------- | -------- | -------------- | --------------------------- | ------------------------------- | --------------- | ------------ | ---------------- |
| 1.8     | 4        | 16       | 1834           | 84 (114) / 5500             | 160 / 4000                      |                 |              | 11/2001 − 2006   |
| 1.8 GDI | 4        | 16       | 1834           | 88 (120) / 5250             | 174 / 3500                      | 10,2            | 168          | 10/1999 − 3/2001 |
| 2.0 GDI | 4        | 16       | 1999           | 95 (129) / 5000             | 190 / 3500                      | 10,2            | 170          | 11/1999 − 2006   |

GDI-modellerne kan ikke køre på E10-brændstof.

## Produktionstal
| År   | Produktion | Produktion | Produktion |
| År   | Japan      | Italien    | Brasilien  |
| ---- | ---------- | ---------- | ---------- |
| 1998 | 54.262     | -          | -          |
| 1999 | 51.516     | 9.587      | -          |
| 2000 | 24.783     | 18.626     | -          |
| 2001 | 13.799     | 12.150     | -          |
| 2002 | 8.959      | 11.300     | 1.380      |
| 2003 | 9.016      | 8.313      | 3.180      |
| 2004 | 8.136      | 8.579      | 6.090      |
| 2005 | 3.592      | -          | 5.280      |
| 2006 | 2.564      | -          | 6.060      |
| 2007 | 505        | -          | 9.300      |